# Barattarna II
Yarim-Lim I (fl. XV secolo a.C.) noto anche come Paršatar, Barattarna, o Parattarna, è stato un sovrano hurrita del regno di Mitanni, e fu re durante il XV secolo a.C..

## Regno

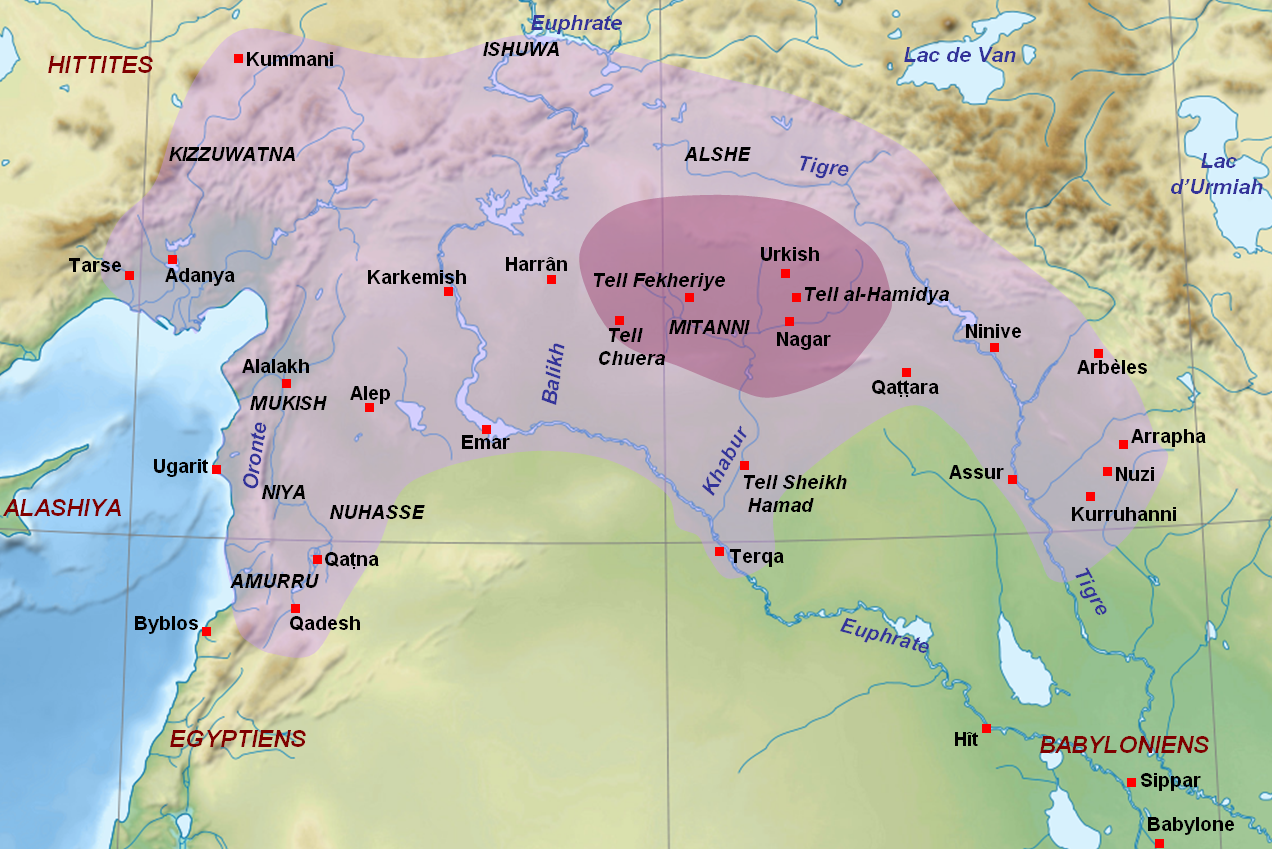
Mappa del regno di Mitanni nella sua massima estensione, forse raggiunta durante il regno di Parshatatar

Dato che le fonti dal regno di Mitanni sono rare, non si sa molto su di lui. Parte delle informazioni possedute provengono dal regno stesso, soprattutto i suoi primi anni di storia e i suoi primi re, che provengono da registri esterni allo stato. Le date dei re possono essere dedotte confrontando la chronology di Mitanni con gli altri stati, soprattutto quello egiziano. Parte delle informazioni sul regno di Parshatatar si trovano nella biografia di Idrimi, re di Alalakh (or Alalah, che divenne la capitale di Aleppo). Parshatatar conquistò tale area e rese Idrimi suo vassallo, concedendogli in cambio il trono del regno di Aleppo. Mitanni al suo tempo si estese forse fino ad Arrapha a est, Terqa a sud, e Kizzuwatna a ovest. Parshatatar potrebbe essere stato il re Mitanni che il Faraone d'Egitto Thutmosis I incontrò sul fiume Eufrate in una campagna durante i primi anni del suo regno (intorno al 1493 a.C.). Per quanto riguarda la sua morte, essa è menzionata in un registro da Nuzi datata alla morte di Parshatatar in persona, possibilmente intorno al 1420.